# Мозес, Стэнли
Стэнли Мозес (англ. Stanley Mountford Moses; 1878, Виндзор, Новый Южный Уэльс — 27 февраля 1902, Ницца) — австралийский и французский скрипач.

## Биография
Родился в большой семье музыкантов-любителей. 
В возрасте 14 лет по рекомендации Огюста Виганда был направлен для обучения в Европу и поступил в Брюссельскую консерваторию в класс Эжена Изаи, который окончил с отличием в 1897 году, затем некоторое время замещал Изаи в его классе в ходе гастролей последнего в США.
Концертировал в Брюсселе и Антверпене, в том числе в дуэте с пианисткой Пальмирой Бойст; бельгийская музыкальная пресса отзывалась о выступлениях с энтузиазмом. Выступал также как вторая скрипка в струнном квартете более старшего ученика Изаи, Антони Дюбуа. Затем перебрался в Париж и на рубеже столетий играл первую скрипку в Оркестре Колонна и вторую скрипку в струнном квартете Жака Тибо (с Анри Казадезюсом и Франсисом Тибо).